# Festival International de la Bande Dessinée d’Angoulême

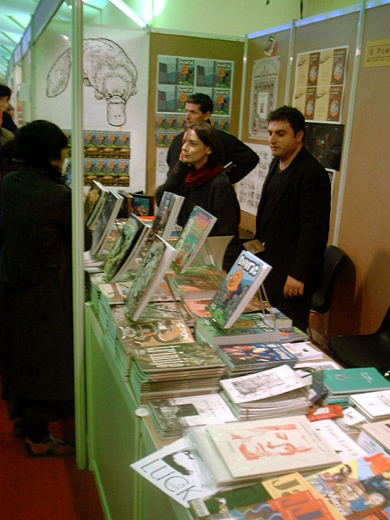
Stand am Festival

Das Festival International de la Bande Dessinée d’Angoulême (übersetzt „Internationales Comicfestival von Angoulême“) findet seit 1974 jährlich in Angoulême in Frankreich statt. Es gilt als das bedeutendste Comicfestival Europas. Circa 200.000 Besucher finden sich jedes Jahr für vier Tage im Januar zum Festival in Angoulême ein.
Am Ende des Jahres 1972 fand die Ausstellung Dix millions d’images in der Stadt statt. Da diese zu einem Erfolg wurde, beschloss man, mehrere derartige Ausstellungen und schließlich ein Festival zu organisieren. Am 25. Januar 1974 eröffnete die erste Ausgabe des Festival International de la Bande Dessinée d'Angoulême. In den folgenden Jahren wurde das Festival weiter ausgebaut und bekannte Comiczeichner wie Hergé, Will Eisner und Moebius besuchten die Veranstaltung. Durch die weiter steigende Bekanntheit des Festivals wurde Angoulême zu Frankreichs „Stadt des Comics“.
Seit 1974 vergibt eine Jury Auszeichnungen in verschiedenen Kategorien für Comickünstler. Zu den ersten Preisträgern zählten Christian Godard, Víctor de la Fuente und Roy Thomas. Diese Auszeichnungen trugen zunächst den Namen Alph-art, seit 2005 wird diese Bezeichnung aber nicht mehr verwendet. Den Grand Prix de la Ville d’Angoulême bekommen Comiczeichner für ihr Lebenswerk oder ihre herausragende Bedeutung in der historischen Entwicklung des Comics.

## Preisträger

### Grand Prix de la Ville d’Angoulême
„Großer Preis der Stadt Angoulême“
Siehe: Grand Prix de la Ville d’Angoulême

### Prix du meilleur album
„Preis für das beste Album“
Siehe: Prix du meilleur album

### Prix du patrimoine
„Preis für das beste Erbe“
Siehe: Prix du patrimoine

### Prix du scenario
Der „Preis für das beste Szenario“ wurde von 1993 bis 2006 vergeben. Bis 1996 hieß er Alph-Art de la meilleure histoire, danach trug er bis 2004 den Namen Alph-Art du scénario, als er schließlich in Prix du scenario umbenannt wurde.
- 1993: Cosey für Saigon-Hanoï
- 1994: Marc-Antoine Mathieu für Der Wirbel
- 1995: Antonio Parras und Patrick Cothias für Le Lièvre de Mars, Band 2
- 1996: Georges Bess und Alejandro Jodorowsky für Juan Solo : Fils de flingue
- 1997: Edmond Baudoin für Le Voyage
- 1998: Jacques de Loustal und Philippe Paringaux für Kid Congo
- 1999: Carlos Trillo und Domingo Mandrafina für La Grande Arnaque
- 2000: David B. für Die heilige Krankheit, Band 4
- 2001: Edmond Baudoin und Fred Vargas für Les Quatre Fleuves
- 2002: Marjane Satrapi für Persepolis, Band 2
- 2003: Jirō Taniguchi für Vertraute Fremde, Band 1
- 2004: Neil Gaiman für The Sandman – Season of Mists
- 2005: Ralf König für Wie die Karnickel
- 2006: Étienne Davodeau für Les Mauvaises Gens

### Prix René Goscinny
Mit dem „René-Goscinny-Preis“ werden die besten Szenaristen ausgezeichnet. Der Preis wurde von Goscinnys Frau Gilberte im Jahr 1988 gestiftet, elf Jahre nach dem Tod ihres Mannes.
- 1988: Pierre-Jean Bichose für Colère obscure
- 1992: Claude Carré für Le Pays miroir. L'incendiaire
- 1995: Sylvain Chomet für Léon la came
- 1996: Nicolas Dumontheuil für Qui a tué l'idiot?
- 1997: Joann Sfar für La Fille du professeur
- 1998: Tonino Benacquista für L'Outremangeur
- 1999: Éric Liberge für Monsieur Mardi-Gras Descendres
- 2000: Jean-Philippe Stassen für Déogratias
- 2001: Émile Bravo für Une épatente aventure de Jules : la Réplique inattendue
- 2002: Hervé Bourhis für Thomas ou le retour du Tabou
- 2003: Riad Sattouf für Les Pauvres Aventures de Jérémie, Band 1
- 2004: Bruno Le Floc’h für Trois Éclats blancs
- 2005: Gipi für Aufzeichnungen für eine Kriegsgeschichte
- 2006: Ludovic Debeurme für Lucille
- 2007: Jul für Le Guide du Moutard
- 2008: Chloé Cruchaudet für Groenland Manhattan
- 2017: Emmanuel Guibert für Martha et Alan und das Gesamtwerk
- 2018: Jean Harambat für Opération Copperhead
- 2019: Pierre Christin für Est-Ouest und das Gesamtwerk
- 2020: Gwen de Bonneval und Fabien Vehlmann für Le Dernier Atlas
- 2021: Loo Hui Phang für Black-out
- 2022: Jean-David Morvan, Madeleine Riffaud für Madeleine, résistante (dt. Madeleine, die Widerständige)
- 2023: Thierry Smolderen für Cauchemars ex machina
- 2024: Julie Birmant für Dalí - T.1: Avant Gala

### Prix de la bande dessinée alternative
Der „Preis für den besten alternativen Comic“ wird an das beste Magazin mit Amateurzeichnern verliehen. Von 1981 bis 1988 hieß diese Kategorie Alfred fanzine, bis 2005 Alph-Art fanzine und seitdem Prix de la bande dessinée alternative.
- 1998: Drozophile (Schweiz)[1]
- 1999: Panel (Deutschland)
- 2000: Faille Temporelle[2]
- 2001: Stripburger (Slowenien)[3]
- 2002: Le Phaco (Frankreich)[4]
- 2003: Rhinocéros contre éléphant (Frankreich)[5]
- 2004: Sturgeon White Moss (Vereinigtes Königreich)[6]
- 2005: Glömp und Laikku (Finnland)
- 2006: Mycose (Belgien)
- 2007: Canicola (Italien)
- 2008: Turkey Comics, (Frankreich)[7]
- 2009: DMPP, Ausgabe 5 (Niederlande)

### Prix de l’École supérieure de l’image
„Preis der École Supérieure de l’Image“
- 1995: José Muñoz
- 1996: L’Association
- 1997: Daniel Goossens
- 1998: Chris Ware[1]
- 1999: Marc-Antoine Mathieu[8]
- 2000: David B. für Die heilige Krankheit, Band 4[2]
- 2001: Carlos Nine für Le canard qui aimait les poules[9]
- 2002: Nicolas de Crécy für „die Freiheit seiner Themen und seines kommunikativen Mutes“ (pour la liberté de ses sujets et son audace communicative)[4]
- 2003: Francis Masse
- 2004: David Prudhomme für L’Oisiveraie, Band 2[10]
- 2005: Martin tom Dieck
- 2006: Richard McGuire[11]
- 2007: Ben Katchor[12]
- 2008: Kiriko Nananan[7]
- 2009: Jochen Gerner[13]

### Prix de la critique
Mit dem „Kritikerpreis“ zeichnet die Association des critiques et des journalistes de bande dessinée das beste Comicalbum, das im Vorjahr in Frankreich veröffentlicht wurde, aus.
- 1984: Jean Teulé und Jean Vautrin für Bloody Mary
- 1985: François Boucq für Les Pionniers de l'aventure humaine
- 1986: Didier Cromwell, Riff Reb’s und Ralph für Sergeï Wladi, Band 1
- 1987: Jean-Louis Tripp und Marc Barcelo für Jacques Gallard, Band 2
- 1988: Tronchet für Les Damnés de la Terre Associés, Band 1
- 1989: René Sterne für Adler, Band 2
- 1990: Fred Beltran für Dans le ventre du Minotaure
- 1991: Claire Wendling für Les Lumières de l'Amalou, Band 1
- 1992: Jean-Luc Abiven für La Bretelle ne passera pas!!!
- 1993: Jean-Philippe Stassen und Denis Lapière für Le Bar du vieux français
- 1994: Frédéric Bézian für Adam Sarlech, Band 3
- 1995: Edmond Baudoin, Thomas Ott, Federico Del Barrio und F’murr für die Anthologie L'Argent roi
- 1996: Fred für L'Histoire du compteur électrique
- 1997: Alain Bignon und Jean-Claude Forest für Il faut le croire pour le voir
- 1998: Pascal Rabaté für Un ver dans le fruit
- 1999: Lax und Frank Giroud für Azrayen, Band 1
- 2000: Scott McCloud für Comics richtig lesen
- 2001: Eddie Campbell und Alan Moore für From Hell
- 2002: Howard Cruse für Am Rande des Himmels
- 2003: Chris Ware für Jimmy Corrigan, the Smartest Kid on Earth
- 2004: Serge Huo-Chao-Si und Olivier Appollodorus für La grippe coloniale, Band 1
- 2005: Craig Thompson für Blankets
- 2006: Étienne Davodeau für Les Mauvaises gens
- 2007: Pascal Rabaté für Les Petits ruisseaux
- 2008: Miriam Katin für Seules contre tous
- 2009: Posy Simmonds für Tamara Drewe[14]